# Ferengik
A ferengi egy földönkívüli faj a Star Trek univerzumban. Először a Star Trek: The Next Generation sorozat hetedik epizódjában szerepeltek, amikor 2364-ben, a Delphi Ardu bolygón először léptek kapcsolatba a Bolygók Egyesült Föderációjával. Fajukra és kultúrájukra a profit és kereskedelem iránti megszállottság jellemző, állandóan azon fáradoznak, hogy másokat csalással rászedjenek. Ismertek arról is, hogy rendkívül konzervatívak a női egyenjogúság terén. 
Anyabolygójuk az esős Ferenginár, melyet a Nagy Nágus és a Kereskedelmi Hatóság (eredetileg Gazdasági Tanácsadók Tanácsa, régebben a Felszámolók Bizottsága) kormányoz. Mint egész kultúrájuk, így a vallásuk is a kapitalizmus elvein alapszik: imáikat és pénzügyi felajánlásaikat a Szent Államkincstárhoz intézik annak reményében, hogy haláluk után beléphetnek az Isteni Kincstárba, illetve attól való félelmükben, hogy túlvilági életüket a Örökös Szegénység Kriptájában töltsék.

## A Star Trek sorozatokban
A ferengi fajt eredetileg azért találták ki, hogy a Föderációra irányuló klingon fenyegetést velük váltsák fel. A nézők azonban nem tudták elhinni ezekről a nevetséges karakterekről, hogy képesek lennének bárminemű félelmet kelteni, így a Paramount elvetette az eredeti ötletet, és a Star Trek: The Next Generation sorozatban rendszerint kissé idegesítő szereplőként jelennek meg, némi komikus felhanggal.
Az "Encounter at Farpoint" (Star Trek: The Next Generation) című epizódban említik először őket, amikor Groppler Zorn (a Bandik vezetője) azzal fenyegetőzik, hogy eladja a Farpoint Állomást a ferengiknek. Jean-Luc Picard parancsnok válasza erre csak annyi, hogy reméli, a ferengik a Bandikat legalább olyan ízletesnek fogják találni, mint legutóbbi partnereiket. Egy DS9 sorozaton belüli hivatkozás tisztázza azt, hogy bár a klingonok és a kardassziaiak már az "Encounter at Farpoint"  történései előtt is évek óta kapcsolatban voltak a ferengikkel, a Föderáció a fajok közötti adatcserék folyamán nem kapott információt róluk.
A Star Trek: Deep Space Nine sorozat foglalkozik a legtöbbet a ferengikkel, itt történt meg elsőként, hogy egy ferengi (Quark) állandó szereplője a sorozatnak és vannak rendszeresen visszatérő mellékszereplők is, mint például Quark öccse, Rom és az ő fia, Nog. Nog lett később az első ferengi származású űrkadét a Csillagflottában. Több DS9 epizód cselekménye is a körülöttük forog, feltárva kultúrájuk és világuk egy részét. 
A ferengik megalkotása többek szerint alig leplezett szatíra a stúdió és a hálózat vezetőivel szemben: a profit megszállottjai, etikátlan, intelligens, kifürkészhetetlen, fejlett technológiával rendelkező férfi karakterek, akik a 'tulajdonukban' lévő nőket leginkább ruhátlanul szeretik.

### Elnevezés
A ferengi elnevezés egy arab szó, így nevezték az európai kereskedőket, vagy csak általánosan a nyugati embereket. Az elnevezés az arab faranj vagy ifranj = "Frankok", a perzsa farangi (melynek jelentése idegen), vagy leginkább a hindu ferengi szóból származik, amely a perzsa egy tájnyelvi változata. Etiópiában a ferenj vagy ferenji is azonos jelentéssel bír, a görögök a Farang vagy farangi szót használják a nyugat-európaiak megnevezésére. Jelentésében van egy kis lenézés az európaiak iránt, Indiában pedig az angolokkal szemben. Mindamellett a szó nem szándékosan rosszindulatú és gyakran használják gyengéd értelemben is.

## Külső megjelenésük
A ferengik humanoidok, valamivel alacsonyabbak az embereknél, csak ritkán lépik túl a 150 cm-es magasságot. Könnyen felismerhetőek előreugró homlokukról, az orrukon lévő kitüremkedésekről, borotvaéles fogaikról, valamint a nagy és igen érzékeny füleikről. Bőrük narancssárgás színű, koponyájuk mérete észrevehetően nagyobb, mint az embereké. Eltérő a szokásos humanoid felépítéstől: az alsó és felső tüdő, a széles bordák, és a négy részből álló agy. Ez utóbbi következményeként a Betazoidok és más telepatikus lépességekkel rendelkező fajok nem képesek gondolataikat, érzelmeiket észlelni. Sokszor megemlítik, hogy a ferengik bár méreteiket tekintve kisebbek, fizikailag erősebbek az embereknél.
A fülek – legalábbis a férfiaknál – erogén zónák; a cimpák érzékenyek az érintésre, és azok cirógatása, amelyet „oo-mox”-nak neveznek, igen élvezetes a legtöbb férfi egyed számára. A hallás a ferengik legjobb érzéke, ha azt mondják, hogy valakinek "cimpája van" valamihez, az azt jelenti, hogy ahhoz nagyon ért.
A ferengik fogai egy fűrészes tüskéhez hasonlítanak, melyek élesítéséhez kicsi latinum fogélezőt használnak.

## Kultúra
A ferengik a Ferenginár bolygóról származnak, mely az Alfa Kvadránsbeli Ferengi Szövetség központja. Azt, hogy a Ferengi Szövetség pontosan miben is áll, sosem sikerült teljes bizonyossággal kideríteni; lehet, hogy egyszerűen csak a Ferenginárt körülvevő terület a ferengik által gyarmatosított, de eredetileg lakatlan bolygókkal együtt.
A ferengi kultúra teljesen a kereskedelmen alapul, az egész ferengi társadalmat A vagyongyűjtés szabályai elnevezésű szent gyűjteményben felsorolt 285 előírás szabályozza. Ezeket először Gint, az első Nagy Nágus írta le (több mint tízezer évvel ezelőtt), a címe egy ügyes marketing húzás (hiszen a szabályok pusztán irányelvek). Gint az ő első szabályát 162-ként sorszámozta, azért, hogy mások eszeljék ki az azt megelőző 161-et. 
A ferengi kultúra annyira a szabályozatlan kapitalizmusnak szenteli magát, hogy az olyan fogalmakat, mint szakszervezet, betegszabadság, szabadság vagy fizetett túlóra iszonyatosnak tartják, mivel azok megzavarhatják a munkások kizsákmányolását. 
A Felszámolók a ferengi kultúra részei, akik – ha valaki meg tudja fizetni a szolgáltatásaikat – bérgyilkosként felbérelhetőek. A legtöbb ferengi azonban a Felszámolókat jó esetben különcöknek (mivel kiderült, hogy jobban élvezik a gyilkosságot, mint az általa való vagyongyűjtést), rossz esetben veszélyes pszichopatáknak tartja (ugyanis a potenciális vásárlók megölése, nem tesz jót az üzletnek), és elkerülik őket, amikor csak lehetséges.
A ferengik személyisége változó, a kulturálttól (például Quark), a gorombáig, vagy az udvarias és kíváncsi értelmiségi tudósig (Dr. Reyga).

### Ferengi nők
A ferengi társadalomban igen komoly különbségek vannak a két nem között. A ferengi törvények és társadalom rendkívül kíméletlenek a nőkkel szemben. A ferengi férfiak a nőket személyes tulajdonnak tekintik: a nők nem üzletelhetnek, nem viselhetnek ruhát, nem szólhatnak idegenekhez, és nem utazhatnak a család egy idősebb férfi tagjának felügyelete nélkül. Tradicionálisan a nők megrágják az ételt mielőtt azt a férfiak megennék. 

### Különös szokások
A ferengi férfiakat haláluk után nem temetik vagy hamvasztják. A haldokló árverésre bocsátja testét és a legtöbbet ajánló a kiszárított holttest apró darabkáit csomagolva eladásra kínálja egy kiváló élet mementójaként.

### Konyhaművészet
A ferengi konyhaművészetet – néhány nevezetes kivételtől eltekintve – más kultúrák nem fogadták szívesen. Ilyen kivétel a synthehol, ami az alkoholt helyettesítő ártalmatlan folyadék – a belőle készített  “Fekete lyuknak” elnevezett ital más fajok között is népszerű. A Ferengináron kívül sok ferengi szereti más kultúrák ételeit, amik meg is találhatóak az étlapjaikon (a tradicionális ferengi ételek mellett) – ám a ferengi konyha meglehetősen távol áll az emberi ízléstől.
A ferengik nagyon szeretik a különböző férgeket és rovarokat. Néhányat, például a csőlárvát élve tálalják, míg másokat zselé vagy lé formában. Érdekesség, hogy a ferengi nyelvben nincs olyan kifejezés: “ropogósra sütni”.
Ferengi ételek:
- Bogár püré
- Csiga lé - a kézzel facsart változat igen kedvelt
- Csőféreg – általában élve fogyasztják, de kapható befőttként is. Hűtve tálalják.
- Eelwasser – egy népszerű ital márkaneve (a név egy angolna ízű italra utal)
- Ezerlábú lé
- Fekete lyuk – átlátszatlan fekete színű alkoholos ital pikáns illattal
- Ferengi spóra torta
- Gree férgek (vagy pengefogú tejféreg) – élve vagy zselé formában tálalva. Megjegyezzük, hogy bár az étel tápláló, a gree férgek néha visszaharapnak.
- Lárva rágcsa
- Lokar bab – tradicionális ferengi étel, bár egyszer-egyszer bár ételként is szervírozzák.
- Meztelen csiga máj – nyersen tálalva reggelire
- Meztelen csiga szelet
- Meztelen csiga Kóla – “A legnyálkásabb kóla a galaxisban!” 43% élő algát tartalmaz.
- Vér bolha pehely – csemege

## Vallás
Általános a ferengik körében, hogy imádkoznak a pénzügyi sikerért és hisznek a túlvilági életben, ami az életben elért profittól függ. Két végzet lehetséges: siker esetén az Isteni vagy Arany Kincstárba jutnak, az üzleti balsikerek viszont örökre a Örökös Szegénység Kriptájába vagy az Adósok Börtönébe zárja őket. 
Amikor egy ferengi imádkozik vagy meghajol, akkor két kezét csuklónál összeérintve tenyereivel mintha egy kupát formálna.
Becsülik a hasonló vonásokat más fajokban is – a földi Wall Streetet a ferengik vallási tisztelete övezik, gyakran zarándokolnak a Földre, a kereskedelem és üzlet “szent helyére”.

## Nyelv
A ’’Star Trek’’ sorozatokban a ferengik – mint a legtöbb más idegen faj is – általában angolul szólalnak meg, de természetesen nekik is megvan a saját nyelvük. A „Kis zöld emberkék” című DS9 epizódban a ferengik saját nyelvükön hallhatóak, amikor az Univerzális Fordítójuk elromlik – így azon kevés idegen faj közé tartoznak, akik nyelvével a nézők megismerkedhetnek. (Ebben a részben látható az is, hogy a ferengik az Univerzális Fordítót implantként a fülükben hordják.) Egy-két epizódban vannak példák a ferengik írott nyelvére, kézírására, mely nagyban hasonlít egy folyamatábrára (néhányszor számítógép képernyőn megjelenítve is láthatunk ferengi írást, mint például a ferengi Részvényárfolyam távjelző futurisztikus verziója). 
Érdekesség, hogy a ferengi nyelvben az ’eső’ megnevezésére több mint 160 szó létezik, amire szerintük szükség is van, hiszen a Ferenginár nagyon nedves klímájú bolygó.
Létezik egy nem hivatalos ferengi nyelv leírás angolul.

## Gazdaság és üzlet
A ferengik magatartása a kereskedelem és üzleti élet területén legjobban a „Árulás, Hit, és a Nagy Folyó” című DS9 epizódban figyelhető meg. Itt jelenik meg a ferengi kultúra egy metaforája: a Nagy Materiális Kontinuum, amely szerint a kereskedelem, az univerzum összes élőlényének összekapcsolt ereje; egy folyó, amely a kereslet irányából a kínálat felé folyik. E koncepció szerint a gazdagság és a javak végesek az univerzumban, így bármit, amit a 'folyó' egyik partjáról elveszünk az egyensúly fenntartása érdekében megfelelően ellentételezni kell. 
Ha egy ferengi jól képzett e kontinuumon való 'hajózásban' üzlete felvirágzik, nagy vagyont és hatalmat halmoz fel, amit aztán szét is oszthat a folyó különböző pontjain, ami az egész társadalomra jótékony hatással lesz. Ebben megmutatkozik, hogy a ferengi kultúrában alapvető különbség van az önzés és a kapzsiság között: a ferengik hisznek abban, hogy a kapzsiság – mely alapvető a gazdasági felfogásukban – nem vele járóan önző, mivel egy nagyobb jót szolgál. 

## Ferengi Szövetség
A Ferengi Szövetség mint neve is mutatja – a galaktikus térképen a Föderációtól északkeletre található – a ferengik által benépesített és felügyelt világok egységes szövetsége. Ez a viszonylag kicsi, de nagy hatalmú csoport meghatározó szerepet játszik a kvadráns gazdasági életében. A Ferengi Szövetség szigorúan patriarkális társadalomban működik, melyben a nők – sok egyéb tilalom mellett – soha nem szerezhetnek profitot. 
A Ferengi Szövetséget a Nagy Nágus irányítja alárendeltjeivel körülvéve, akik a  Ferengi Kereskedelmi Hatóság tagjai. E társaság végső célja a profit, galaktikus terjeszkedés, felvásárlás vagy kereskedelem révén. A régebbi időkben felvásárlásnak számított más hajók és világok megtámadása, és értékeik megszerzése is, mivel mostanában a békés kereskedelem sokkal jövedelmezőbb, a régi barátságtalan hozzáállás teljes egészében eltűnt.
A Szövetség semleges maradt a pusztító Domínium Háború alatt, amely azonban az Alfa Kvadráns nagy részére kiterjedt. A háborúnak a Szövetségre tett hatásait nem ismerjük, bár feltehetően megszenvedte a  gazdasági nehézségeket és a szomszédos gazdaságok  összeomlását. A DS9-en erős a Ferengi jelenlét, hiszen az űrállomás a kapu a Gamma Kvadránsbeli üzletekhez.
2375-ben Zek Nagy Nágus visszavonult és hivatalát Rom Nagy Nágus vette át. Miután elfoglalta vezető helyét a Ferengi Szövetségben, több jelentős reformot is végrehajtott: a nők hátrányos megkülönböztetésének megszüntetése (például szerezhetnek profitot), egészségügyi reform, a monopóliumok törvényen kívül helyezése, szociális segélyrendszer bevezetése.

## Történelem
A legendák szerint az ősi időkben a ferengik és a greek versenyeztek a bolygójuk irányításáért. Mindkét faj alkudozott az isteneikkel a felülkerekedésért, míg a greek túl sokat feladtak és ferengi eledel lett belőlük. 
Mielőtt a Nágusok felügyelete alá került volna, a Ferenginár egymással háborúzó Kereskedelmi Zónákra volt osztva, ezt a korszakot a „Cserekereskedelem Korának” hívják.
Az i. e. 9. évezredben Gint elkezdte leírni a „Vagyongyűjtés Szabályait”, lefektetve a ferengi társadalom alapjait.
Egy ferengi hajó (melyen Quark, Rom, Nog és Odo utazott) a 2370-es években balesetet szenvedett és Roswellben (New Mexico, USA) ért földet 1947-ben. Ez volt az emberiség első találkozása a ferengikkel, bár hivatalosan a jelentés azt írta, hogy az idegen űrhajó valójában egy időjáráskutató léggömb volt. (DS9 sorozat „Kicsi zöld emberkék” című epizód.)
Valamikor 1947 és 2151 között, a ferengik megvették a térhajtómű technológiát a breenektől. A technológiát egy magányos breen árulta, néhány a ferengi naprendszerben található jégüstökös, egy kisebb jéghold és a Ferenginár összes sarki területének tulajdonjogáért cserébe. A breen miután elhagyta a ferengi űrtérséget, soha nem tért vissza – ma már ferengi mítosz, hogy magával vitte a sarki jégtakarókat, de mivel a ferengik nem szeretik a hideg helyeket, soha senki nem járt ennek utána.
2151-ben néhány ferengi fosztogató egy gázfejlesztő berendezéssel harcképtelenné tette az Enterprise legénységét és megpróbált minden értékes felszerelést ellopni a hajóról. A legénység néhány tagja ezt meghiúsította, de a fosztogató faj nevét nem tudták kideríteni.
2355-ben egy ferengi (de a Föderáció által még mindig ismeretlen eredetű) hajó tüzelt a USS Stargazer űrhajóra. A föderációs parancsnok (Jean-Luc Picard) viszonozta a tüzet és elpusztította az azonosítatlan ferengi hajót. A ferengik ezt az incidenst „Maxia Ütközet” néven tartják számon. Daimon Bok, a ferengi hajó kapitányának apja megkísérelt bosszút állni Picardon először a Next Generation sorozat első évadának „The Battle", majd később a hetedik évad „Bloodlines" című részeiben.
| A ferengi kormány vezetői, a Nagy Nágus cím viselői: - Nagy Nágus Gint (kb. ie. 9000) - Nagy Nágus Yost - Nagy Nágus Drik - Nagy Nágus Frek (kitalálta a 4. szabályt) - Nagy Nágus Brolok - Nagy Nágus Oblat - Nagy Nágus Smeet "a Nyilvánvaló" - DaiMon Vurp (katonai diktátor) - Nagy Nágus Untz - Nagy Nágus Twim (törvényen kívül helyezte az időutazást) - Nagy Nágus Zek (?-2375) - Nagy Nágus Rom (2375-?) | - Quark, kereskedő a Deep Space Nine űrállomáson - Rom, Quark öccse, a Deep Space Nine űrállomás mérnöke, később Nagy Nágus - Nog, Rom fia, az első ferengi a Csillagflotta kötelékében - Ishka, Quark és Rom édesanyja - Brunt, a Ferengi Kereskedelmi Hatóság tisztviselője és Quark életének megkeserítője - Zek, az a Nagy Nágus aki megváltoztatta a Vagyongyűjtés szabályait |

## Fiziológia
A ferengik humanoidok, és csak ritkán lépik túl a 150 cm-es magasságot. Könnyen felismerhetők az orrukon lévő kitüremkedésekről, a borotvaéles fogaikról, valamint a nagy és igen érzékeny füleikről. A humanoidoktól eltérően az agyuk négy részből áll, és emiatt képtelenek a betazoidok a ferengik agyából olvasni.

### Fülek
A ferengik különlegessége a nagy fülük, amelyek érzékenyek az érintésre. Az anyabolygójuknak, a Ferenginarnak vékony atmoszférája van, és ezért a ferengi fülek nagyobbakra nőttek, így jobban érzékelhetik a hanghullámokat. A cimpák érzékenyek az érintésre, és azok cirolgatása, amelyet oo-moxnak neveznek, igen élvezetes a legtőbb férfi egyed számára. A füleken szőrzet is található, amely az évek múlásával egyre hosszabb és dúsabb lesz. A hallás a ferengik legjobb érzéke, és a fülek mindennél jobban szimbolizálják a ferengiséget. Ha valakinek "cimpája van" valamihez, az azt jelenti, hogy ahhoz nagyon ért.

### Étkezési szokások
A ferengik nagyon szeretik a különböző férgeket és rovarokat, és leginkább élve. A legfontosabb az, hogy a rovaroknak a Ferengiarról kell származnia, különben nem is számít igazán ételnek. A kicsi és éles fogaikkal nagyon könnyen meg tudják rágni az ételt. A fiatal ferengik latinum fogélezőt használnak, hogy kiélesítsék fogaikat.

### Társadalom és kultúra
A ferengi társadalom a kapitalizmus és a sovinizmus alapelveinek kombinációján alapszik. Habár technikailag fejlettek, mégis az egész életüket arra szánják, hogy minél nagyobb vagyont szedjenek össze. Az egész faj a ferengi Vagyongyűjtési Szabályok alapján él, amely a profitszerzés módozatainak gyűjteménye. A 18. Vagyongyűjtési Szabály például kimondja, hogy egy ferengi profit nélkül nem is ferengi.
A ferengi társadalomban igen komoly különbségek vannak a két nem között. A ferengi férfiak a nőket személyes tulajdonnak tekintik. A nők nem viselhetnek ruhát, nem üzletelhetnek, utazhatnak, nem szólhatnak az idegenekhez, és nem idézhetnek a szent Vagyongyűjtési Szabályokból. A nők kötelesek megrágni az ételt mielőtt azt a férfi megenné. Még így is, egy ferengi nagyon ragaszkodik az anyjához, gyakran hajtják fejüket anyjuk ölébe, és ha kell, meg is védik őket.
Egy átlagos ferengi család egy apából, egy anyából és a gyerekekből áll. A nagyszülőkkel és unokatestvérekkel nem laknak egy háztartásban. Az apa a család kenyérkeresője, és így övé a legfelsőbb pozíció a házban.
A női lakosság elnyomása immáron teljesen megszokottá vált a férfiak szemében.  Zek, a Nagy Nagus, átdolgozta a ferengi választójogot, hogy a nők is szavazhassanak.

## Szent Vagyongyűjtési Szabályzat
1. Ha már egyszer megszerezted a pénzüket, sose add vissza.
2. Nem csaphatod be a vevődet, de azért egy próbát megér.
3. Sose költs többet annál, mint ami szükséges.
4. A szex és a profit az a két dolog, amiből sosem lehet elég.
5. Ha nem bonthatsz fel egy szerződést, akkor kerüld meg.
6. Sohase engedd, hogy a család a lehetőség útjába álljon.
7. Mindig tartsd nyitva a füled.
8. Mindig számolj a változással.
9. Ösztön és lehetőség egyenlő a profittal.
10. A kapzsiság örök.
11. A latinum nem az egyetlen, ami fénylik.
12. Bármi, amit érdemes eladni, azt érdemes kétszer is eladni.
13. Bármi, amit érdemes csinálni, azt érdemes pénzért is csinálni.
14. Bármit lopsz, az tiszta haszon.
15. A megjátszott hülye gyakran eszesebb.
16. Az üzlet az üzlet (amíg nem jön egy jobb).
17. A szerződés az szerződés, de csak egy ferengivel.
18. A profit nélküli ferengi nem ferengi.
19. Az elégedettség nem garantált.
20. Ha egy vevő izzad, kapcsold feljebb a fűtést.
21. Sose helyezd a barátságot a profit elé.
22. A bölcs ferengik a szélben is meghallják a profitot.
23. Sose vedd el az utolsó pénzüket, de légy biztos, hogy a többi nálad van.
24. Sose kérd, ha elveheted.
25. A félelem jó üzleti partner.
26. A Galaxis gazdagjainak nagy része nem örökölte a vagyonát, hanem ellopta.
27. Nincs veszélyesebb egy becsületes üzletembernél.
28. Az erkölcsösséget mindig a hatalmon lévők határozzák meg.
29. Amikor valaki azt mondja, "nem a pénz a legfontosabb", hazudik.
30. A beszéd olcsó; a szintesör pénzbe kerül.
31. Sose viccelődj egy ferengi anyjáról.
32. Vigyázz, mit adsz el; lehet, hogy pont azt, amit a vevő akar.
33. Sosem árt benyalni a főnöknek.
34. A háború jó az üzletnek.
35. A béke jó az üzletnek.
36. Túl sok ferengi nem tud nevetni önmagán.
37. Mindig visszavásárolhatod az elveszett jóhíredet.
38. Az ingyen reklám olcsó.
39. A dicséret olcsó, halmozd el vele a vevőidet.
40. A fülcimpádat megérinthetik, a latinumodat soha.
41. A profit maga a jutalom.
42. Csak akkor tárgyalj, ha biztos a profit.
43. Egy fül simogatása gyakran erősebb egy rászegezett fegyvernél is.
44. Ne keverd össze a bölcsességet a szerencsével.
45. A profitnak vannak határai, a veszteségnek nincsenek.
46. A munkatáborok tele vannak olyan emberekkel, akik a rossz emberben bíztak meg.
47. Sose bízz egy olyan emberben, aki jobb ruhát hord, mint te.
48. Szélesebb a mosoly, élesebb a kés.
49. Az öregkor fiatalsággal és tehetséggel mindig leküzdhető.
50. Sose csapj be egy klingont.
51. Sose ismerj el egy hibát, ha van más is, akire ráfoghatod.
52. Először add el, csak aztán kérdezz.
53. Sose vegyél olyat, amit nem tudsz eladni.
54. Mindig a lehető legnagyobb profittal adj el.
55. A profit az első; a nő jöhet később.
56. A jó vevők olyan ritkák, mint a latinum – becsüld meg őket.
57. A barátság ritkán olcsó.
58. Az ingyen tanács ritkán olcsó.
59. Hazudj következetesen.
60. Sose vegyél meg olyat, amit el is lophatsz.
61. Minél kockázatosabb az üzlet, annál nagyobb a profit.
62. A hatalom profit nélkül olyan, mint egy hajó hajtómű nélkül.
63. Ne a boltról beszélj, hanem a vásárlásról.
64. Ne a hajóról beszélj, hanem a hajózásról.
65. Nyerj vagy veszíts, mindig lesz hypriai bogártubák.
66. Először a pénzt szerezd meg, aztán hagyd, hogy a vevők aggódjanak az áru miatt.
67. A tudás haszon.
68. Az otthon az, ahol a szíved van… de a csillagok latinumból vannak.
69. Csak egyszer köss békét.
70. Óvakodj a vulkániak tudásvágyától.
71. Minél gyengébb a termék, annál magasabb az ár.
72. Sose hagyd, hogy a vetélytársaid ismerjék a gondoltaidat.
73. Ne azt kérdezd, hogy mit tehet érted a profit, hanem azt, hogy te mit tehetsz a profitért.
74. Ne keverd össze a nőt és az üzletet.
75. Az elég sosem elég.
76. Mindenki megvehető.
77. A bizalom a legnagyobb teher.
78. Sose tégy olyat, amit más is megtehet érted.
79. A természet pusztul, de a latinum örök.
80. Az alvás a lehetőséget megzavarhatja.
81. A hit hegyeket mozgat meg… a leltárban.
82. A szegénységben nincs becsület.
83. A méltóság és egy üres zsák megér egy zsákot.
84. Sose feküdj le a főnök feleségével, amíg nem fizettél neki.
85. Úgy bánj az emberekkel, mint a családoddal; használd ki őket.
86. Sose feküdj le a főnök húgával.
87. Mindig feküdj le a főnökkel.
88. Nem szakíthatod ki a halat a vízből.
89. Vásárolj, adj el, vagy húzz el az útból.
90. Minden eladó, még a barátság is.
91. Egy barát csak addig barát, amíg el nem adsz neki valamit; azután már vevő.
92. Még egy vak is felismeri a latinum ragyogását.
93. Nem tudsz üzletelni, ha halott vagy.
94. A törvény mindenkit egyenlővé tesz, de az igazság az uralkodók felé hajlik.
95. A feleségek szolgálnak; a testvérek örökölnek.
96. Csak a bolondok adóznak.
97. A jótékonykodásban nincs semmi rossz… addig amíg az nem vékonyítja meg a tárcádat.
98. A lehetőség senkire se vár.
99. A sistergést add el, ne a sültet!
100. Még a legrosszabb időkben is van, aki profitot csinál.
101. Sose költsd a saját pénzed, ha másét is elköltheted.
102. Ha eladhatod, ne késlekedj: lopd el.
103. Ismerd az ellenségeidet… és mindig üzletelj velük.
104. Sose ismerj be semmit, ha meg is vesztegetheted.
105. Még a becstelenség sem nyomhatja el a profit fényét.
106. Mások megtarthatják a hírnevüket, te tartsd meg a pénzüket.
107. Sose fogadj olyan versenyre, amelyet nem bundáztál meg.
108. A kölcsönvételhez elég egy kézfogás, a kölcsönadáshoz pedig egy szerződés.
109. Hallj meg mindent, de semmit ne higgy el.
110. Egy ferengi vár az ajánlattal, míg az ellenfelei ki nem merülnek.
111. Sose vágj át egy klingont… kivéve, ha biztos vagy a menekülésedben.
112. Mindig jó üzlet ismerni az új vevőt, mielőtt még belépne az ajtódon.
113. Egy barát a szükségben olyan, mint a vevő a gyártásban.
114. Az új vevők olyanok, mint a borotvafogú férgek; ízletesek lehetnek, de néha visszaharapnak.
115. Ha valakinek adsz egy halat, akkor már egy napig etetted.
116. Tanítsd meg a horgászásra, és már el is vesztettél egy állandó vevőt.
117. Az alkalmazottak a siker létrájának fokai; ne habozz rájuk lépni.
118. Sose üzletelj üres gyomorral.
119. A lehetőség nélküli ösztön felesleges.
120. Sose kártyázz egy empatával.
121. Sose szabadíthatsz meg egy halat a víztől.
122. Mindig tudd, hogy mit veszel.
123. A tulajdon többet ér a törvénynél.
124. Óvakodj az olyantól, aki a cimpájával gondolkodik.
125. A tudás hatalom.
126. Óvakodj az olyantól, aki nem szakít időt az oo-moxra.
127. A latinum tovább tart, mint a vágy.
128. Sorsot nem vehetsz.
129. Sose tarts attól, hogy félrecímkézel egy árut.
130. A több jó… a minden a legjobb.
131. A feleség egy luxuscikk… az okos könyvelő létszükséglet.
132. Egy gazdag ember bármit megengedhet magának, csak lelkiismeretet nem.
133. Ne engedd, hogy a kétség elhomályosítsa a latinum iránti vágyadat!
134. Ha kételkedsz, hazudj!
135. Legbelül mindenki ferengi.
136. A jótett nem marad büntetlen.

## Ferenginár
A ferengik anyabolygója a DS9 sorozatban többször is látható és meglehetősen gyakran hivatkoznak rá. Bár nem lehet túl sokat tudni róla, majdnem mindig nagy mocsárként festik le, ahol állandóan felhőszakadás van.  (Nem meglepő, ha az ’eső’ szóra 178 különböző megnevezés van a ferengi nyelvben.) Ez részben azt is megmagyarázza, miért tartalmaz a ferengi étrend olyan sok lárvát, hernyót és csigát, hiszen ezek a létformák kifejezetten elterjedtek a mocsaras környezetben, míg a földművelés ilyen éghajlat mellett igencsak nehézkes lenne.

## Egyéb jellemzők
- A ferengik észrevették, hogy az emberek és más fajok gyakran lenézik őket mohó haszonlesésük és független technológiai, kulturális eredményeik hiánya miatt. Mindemellett a ferengik gyakran látják  a többi fajt önelégültnek, és – ahogy a ferengik mindennapos kapcsolatba kerültek az emberekkel – ezen összehasonlítás által javult saját maguk megítélése is. Amíg arra vonatkozó kritikájuk, hogy az embereknek a civilizációjuk kezdetétől több mint 6000 évükbe telt a központ bankrendszer kialakítása a szellemi erő hiányának tűnhet, más érvek meggyőzőbbek lehetnek.
- Elméletben a ferengik minden tranzakciót a 285 Vagyongyűjtési Szabály értelmében bonyolítanak le, és épp a szabályok maguk engedik a ferengiket csalni, lopni és az igazságot a saját érdeküknek megfelelően csűrni-csavarni.
- A ferengi egyike a kevésbé ellenséges fajoknak a „Star Trek” univerzumban. Habár harcoltak más fajokkal, soha nem keveredtek bele teljes körű háborúba. A Ferengináron is inkább gazdasági befolyás, mintsem katonai akció révén oldják meg a vitákat.
- A fajgyűlölet szinte ismeretlen a ferengik körében, sehol sincs utalás arra, hogy valaha is foglalkoztak volna fajüldözéssel vagy fajirtással.  Az, hogy egy ferengi kereskedő valakit a származása miatt egy üzletben elutasítana majdnem elképzelhetetlen. Mindamellett egészen a sorozat legvégéig ferengik körében a nemi megkülönböztetés természetes volt és az idegengyűlölet és a faji megkülönböztetés is általános ferengi jellemző. A ferengik hisznek abban is, hogy a Szövetség egy ’klub csak embereknek’, és hogy faji diszkriminációt folytat a ferengikkel szemben.
- A bosszú és a felindulásból elkövetett bűncselekmény csaknem ismeretlen a ferengik körében – egyikben sem látnak profitot. A ferengi típusú bosszú sokkal inkább az emberi kárörömmel rokon. Az ellenséget megakadályozni abban, hogy profitot szerezzen, vagy – még inkább – elérni, hogy veszítsen, a legjobb bosszúnak tekintik.
- Annak ellenére, hogy a céljuk hatalmas vagyon felhalmozása, a vagyon mozgása a ferengik között elég magas. A szegény ferengi, akinek ‘van cimpája’ az üzlethez, majdnem biztos, hogy sokra viszi. A ferengi társadalom úgy tűnik, hogy szigorúan a tehetség alapján történő kiválasztáson (meritokrácia), és a fő vezetőkön alapul; az atyafiság-pártolás, az oligarchia és a diktatúra viszont ismeretlen a társadalmukban. Jó példa, hogy a volt Nagy Nágus, Zek elutasította azt, hogy saját fia, Krax legyen az utódja, mivel Krax merényletet próbált elkövetni az – apja állítólagos halála miatt – átmenetileg Nagy Nágusnak kinevezett Quark ellen. Zek nem azért utasította el, mert valami erkölcstelen dolgot tett, hanem azért, mert úgy látta, hogy a terv olyan  kidolgozatlan volt, ami alapján fia érdemtelen a pozícióra.
- Egy ferenginek a ’haszon a saját maga jutalma’  (a vagyongyűjtés 41. szabálya). Annak ellenére, hogy az atomenergia lehetséges profit forrás, a ferengik sosem teszteltek atomfegyvereket a saját légkörükben. A fegyverkereskedelem megengedett, mint minden más üzlet, a 34. vagyongyűjtési szabály szerint ’a háború jó az üzletnek’; a 35. szabály szerint azonban ’a béke jót tesz az üzletnek’. Ismertek arról, hogy sokszor mindkét háborúban álló félnek adnak el fegyvert, még akkor is ha ezért lenézik őket. Azt a gyakorlatot alkalmazzák, hogy a támadás alatt álló gyengébb félnek védekező fegyverzet, míg az ellenségeiknek támadó fegyvereket adnak el.
- A ferengik nem hisznek az olyan termékek adásvételében, amik természetüknél fogva veszélyesek és csökkentenék az ügyfélbázisukat. Nagyon megdöbbentek azon, hogy az emberek engedélyezik az alkohol és a cigaretta árusítását, hiszen mindkettő függőséget okoz és káros az egészségre. A ferengik a gabonából erjesztett alkohol helyett az általuk feltalált ártalmatlan syntheholt használják.
- A ferengiknek fontos a gazdaságosságra törekvés és takarékoskodás a  fogyasztás terén.   Kitűnő adminisztrátorok, tapasztaltak a könyvelésben és leltározásban, és gyakran alkalmazzák ezen szakértelmüket mások megbízásából is.
- A ferengiknek nincs osztályrendszerük, státuszukat teljesen a gazdagságuk határozza meg. Egy ferengi esztelen elgondolásnak tartaná, hogy kiépítsen egy  ’előkelő’ vevőkört, amikor profitra úgy is szert tehet, ha kevésbé szerencsés személyeknek adja el a portékát. Valójában a ferengik hisznek a Nagy Materiális Kontinuumban – a korlátozatlan szabadpiac analógiájában, gyakran indulnak hosszú utakra, hogy kielégítsék potenciális ügyfeleik igényeit és piacot találjanak termékeiknek.
- A DS9 sorozat egyik epizódjában Quark és Sisko parancsnok beszélgetésében Quark azt fejtegeti, hogy a ferengi mennyivel civilizáltabb faj az embereknél:
  - Quark: Azt hiszem rájöttem, hogy az emberek miért nem szeretik a ferengiket.
  - Sisko: Ne most, Quark.
  - Quark: Szerintem a földiek korábban pont olyanok voltak, mint a ferengik. Mohók, nyereségvágyók, csak a haszonnal törődtek. És mi a múltjuknak arra a részére emlékeztetjük őket, amit szeretnének elfelejteni.
  - Sisko: Quark, erre most nincs időnk.
  - Quark: Valami elkerülte a figyelmét, parancsnok. A földiek abban az időben sokkal rosszabbak voltak, mint a ferengik. Rabszolgaság, koncentrációs táborok, csillagközi háborúk. A mi történelmünkben semmi olyasmi nincs, ami megközelítené ezt a barbarizmust. Látja? Nem vagyunk olyanok, mint maguk … jobbak vagyunk.

## Fordítás
- Ez a szócikk részben vagy egészben  a   Ferengi című angol Wikipédia-szócikk fordításán alapul.  Az eredeti cikk szerkesztőit annak laptörténete sorolja fel. Ez a jelzés csupán a megfogalmazás eredetét és a szerzői jogokat jelzi, nem szolgál a cikkben szereplő információk forrásmegjelöléseként.